# Burewala
Burewala (Panjabi: بُورے وال, Urdu: بُوریوالا) ist eine Stadt des Distrikts Vehari in der Provinz Punjab in Pakistan. Sie ist Hauptort des Tehsil Burewala.

## Geschichte
An diesem Ort hatte es lange nur einen Dschungel gegeben. Während der britischen Herrschaft wurden Dörfer gegründet, die „Kanalkolonien“ waren, weil die Bauern von den errichteten Kanälen profitierten. Mit der Zeit bildete sich die Siedlung aus diesen Dörfern.

## Bevölkerungsentwicklung
| Zensusjahr | Einwohnerzahl |
| ---------- | ------------- |
| 1972       | 57.741        |
| 1981       | 86.311        |
| 1998       | 152.097       |
| 2017       | 231.797       |

## Wirtschaft
In Burewala gibt es eine bedeutende Textilfabrik. In der Stadt werden auch landwirtschaftliche Produkte verarbeitet. Burewala hat einen ganzjährig geöffneten Getreidemarkt als wichtiges Handelszentrum. Andere Produkte der Stadt sind Kunststoffe und Plastik.

## Galerie

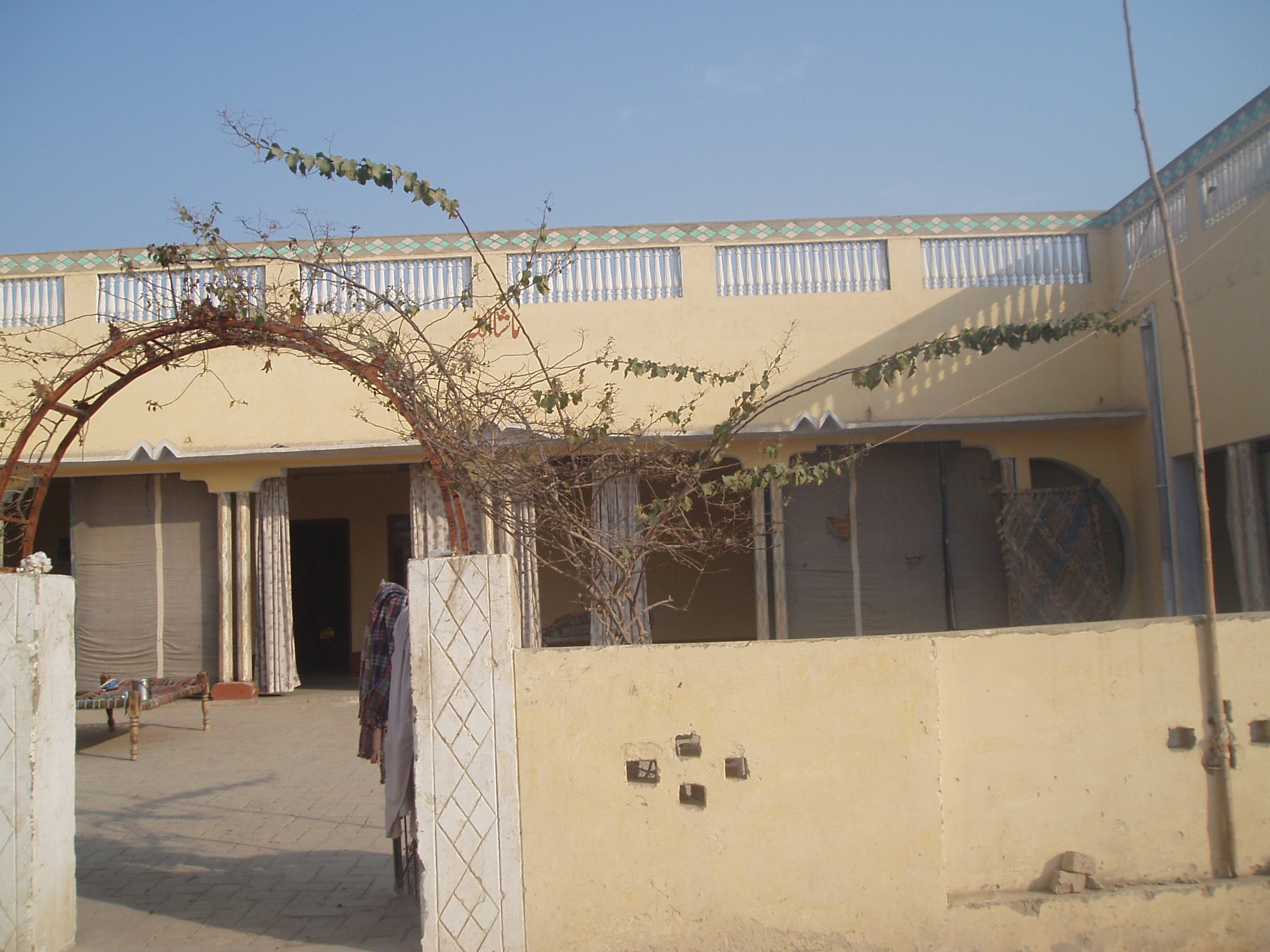
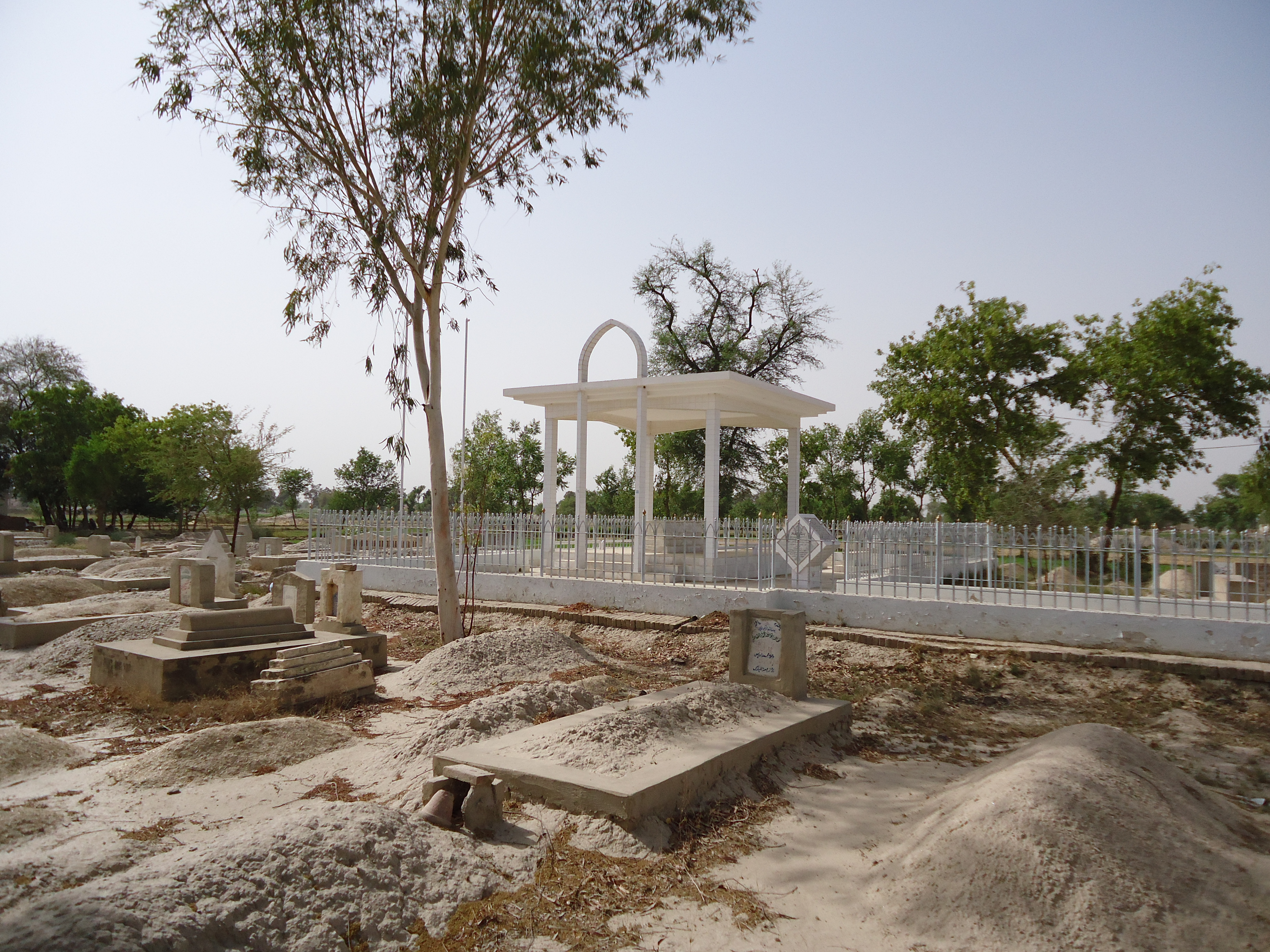